# Апатитская ТЭЦ
«Апатитская ТЭЦ» (ранее — Кировская ГРЭС) — крупнейшая тепловая станция (теплоэлектроцентраль) Мурманской области, расположенная в городе Апатиты. Входит в состав филиала «Кольский» ПАО «ТГК-1».

## История
В августе 1953 года в связи с дефицитом электрической энергии Совет Министров СССР поручил Министерству энергетики начать проектирование новой Кировской ГРЭС. Работы на площадке строительства начались в 1955 году, в 1956 году стройка объявлена Всесоюзная ударной комсомольской. Помимо комсомольцев из Ленинграда к работе привлекались заключённые ГУЛАГа.
В мае 1959 был введен в эксплуатацию первый энергоблок, в 1959—1961 годах — ещё пять энергоблоков. С 1960 года отпускает тепловую энергию.
В 1970-х годах после пуска Кольской АЭС Кировская ГРЭС теряет роль основного производителя электроэнергии в регионе.
В 2011—2013 годах была построена тепломагистраль от Апатитской ТЭЦ до города Кировск Мурманской области, потребители которого ранее снабжались теплом от мазутной котельной.
В 2013 году на Апатитской ТЭЦ были выведены из эксплуатации турбогенераторы ТГ-2 и ТГ-5 установленной мощностью 36 МВт и 21 МВт соответственно. С 1 января 2016 года выведен из эксплуатации турбогенератор ТГ-1 установленной мощностью 36 МВт.

## Деятельность
Апатитская ТЭЦ работает синхронно с ЕЭС России в составе объединенной энергосистемы Северо-Запада.
Апатитская ТЭЦ работает в режиме комбинированной выработки электрической и тепловой энергии и является основным источником тепловой энергии для системы централизованного теплоснабжения городов Апатиты и Кировск. Установленная тепловая мощность станции — 535 Гкал/ч. ТЭЦ покрывает тепловые нагрузки Апатитов и Кировска, снабжает тепловой энергией АО «Апатит» — крупнейшее в мире предприятие по производству высокосортного фосфатного сырья — апатитового концентрата и единственный в России производитель нефелинового концентрата.
Тепловая схема ТЭЦ — с поперечными связями на высокое давление свежего пара. Основное оборудование включает:
- 8 энергетических (паровых) котлов типа ПК-10п-2 единичной производительностью 220 т/ч 1959—1964 годов ввода в эксплуатацию;
- 5 турбоагрегатов единичной мощностью от 21 до 85 МВт, введённые в эксплуатацию в 1960—1963 годах.

В качестве основного топлива на ТЭЦ используется каменный уголь канско-ачинского, кузнецкого и хакасского месторождений. Для растопки используется мазут.